# Мамо, Энтони
Энтони Джозеф Мамо (англ. Sir Anthony Joseph Mamo; 9 января 1909, Биркиркара — 1 мая 2008, Моста) — мальтийский государственный и политический деятель, первый Президент Мальты (1974—1976).

## Биография
Окончил Мальтийский университет, где получил степень доктора права в 1934 году. После недолгой частной практики поступил на государственную службу юрисконсультом.
- В 1942—1955 годах — королевский адвокат.
- В 1955—1957 годах — Генеральный прокурор Мальты.
- В 1957—1971 годах — председатель Верховного суда Мальты.
- В 1971—1974 годах — Генерал-губернатор Мальты.
- В 1974—1976 годах, после провозглашения полной независимости страны был избран её первым президентом, находился на этом посту 2 года.

Умер 1 мая 2008 года в возрасте 99 лет в Доме Аркати в Мосте.

## Награды
Награды Великобритании
| Страна         | Дата вручения | Награда                          | Награда                          | Литеры |
| -------------- | ------------- | -------------------------------- | -------------------------------- | ------ |
| Великобритания | 1955 —        | Офицер ордена Британской империи | Офицер ордена Британской империи | OBE    |
| Великобритания | 1957 —        | Рыцарь-бакалавр                  | Рыцарь-бакалавр                  | Kt     |

Награды Мальты
| Страна | Дата            | Награда                                      | Награда                                      | Литеры   |
| ------ | --------------- | -------------------------------------------- | -------------------------------------------- | -------- |
| Мальта | 6 апреля 1990 — | Компаньон Почёта Национального ордена Заслуг | Компаньон Почёта Национального ордена Заслуг | K.U.O.M. |

## Факты
- Является одним из самых долгоживущих руководителей глав государств и правительств в мире.
- Самый долгоживущий президент Мальты.
- С 8 июня 2007 года, даты кончины бывшего президента Сомали Адена Абдуллы Османа Даара до своей кончины являлся старейшим живущим бывшим президентом в мире.